# Thaumasura
Thaumasura är ett släkte av steklar. Thaumasura ingår i familjen puppglanssteklar.

## Dottertaxa tillThaumasura, i alfabetisk ordning[1]
- Thaumasura annulicornis
- Thaumasura arboris
- Thaumasura australica
- Thaumasura australiensis
- Thaumasura bella
- Thaumasura bidens
- Thaumasura brevicaudata
- Thaumasura brevistylus
- Thaumasura carinicollis
- Thaumasura colliscutellum
- Thaumasura dentatitibia
- Thaumasura diana
- Thaumasura eleganta
- Thaumasura femoralis
- Thaumasura fera
- Thaumasura goethei
- Thaumasura imperialis
- Thaumasura juno
- Thaumasura locustiformis
- Thaumasura longa
- Thaumasura macrocalculus
- Thaumasura magnispina
- Thaumasura marmoratipennis
- Thaumasura micans
- Thaumasura nelsoni
- Thaumasura nigricornis
- Thaumasura niobe
- Thaumasura pavo
- Thaumasura rubrifunicle
- Thaumasura rubritibia
- Thaumasura rubrofemoralis
- Thaumasura sanguinipes
- Thaumasura scutellata
- Thaumasura solis
- Thaumasura terebrator
- Thaumasura westwoodi